# 瓦拉哈吉里·文卡塔·吉里
瓦拉哈吉里·文卡塔·吉里（羅馬化：Varahagiri Venkata Giri，简称V. V. Giri，1894年8月10日—1980年6月23日）是第四任印度总统（1969年－1974年）。
1913年，吉里到愛爾蘭修讀法律，但是在1916年因為涉及新芬黨活動而被驅逐出境。
回到印度後，吉里投身於勞工運動，先後成為「全印度鐵路工人聯盟」的秘書長及主席，又曾兩次成為「全印度工會大會」的主席。

## 政治生涯
1934年，吉里成為「帝國立法會議」議員。
在1936年馬德拉斯的選舉中，吉里代表國大黨在Bobbili參選，成功當選。1937年，吉里於拉賈戈巴拉查理在馬德拉斯管轄區成立的國大黨政府擔任勞工及工業部長。當國大黨各政府於1942年辭職後，吉里重新投入勞工運動，作為退出印度運動的一部分，結果被英帝國囚禁。吉里於1969年5月3日-1969年7月20日擔任臨時代理總統。

### 1969年總統選舉
1969年，國大黨全國委員會決定支持雷迪為總統候選人。曾擔任副總統的吉里決定於1969年7月20日辭職，作爲獨立候選人競選總統。甘地總理表示支持吉里。總統選舉於1969年8月16日舉行，雷迪，吉里與候選人德什穆克之間競爭激烈。吉維在第一輪投票中，贏得了48.01％的投票。最終吉里獲得420,077票，當選總統所需418,169票。